# Filotas

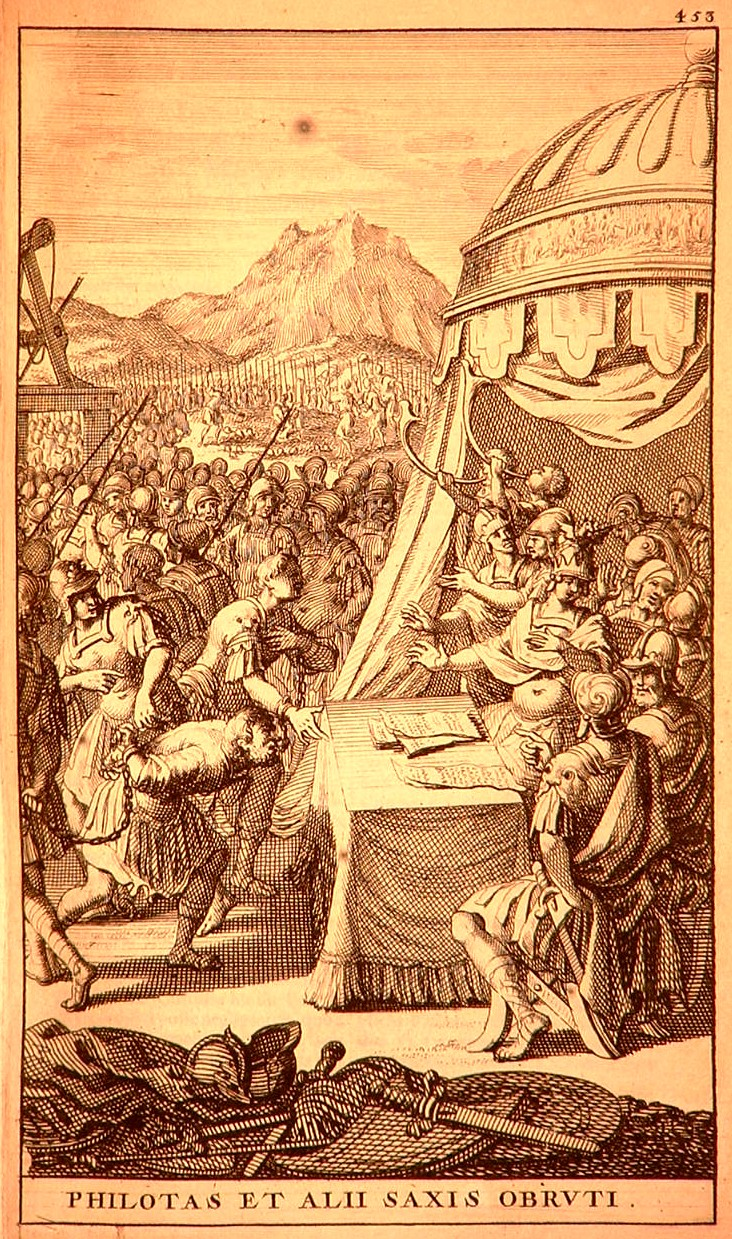
Juicio a Filotas. Fue encontrado culpable "por encubrimiento" de una conspiración para asesinar a Alejandro

Filotas, en griego Φιλώτας / Philôtas (muerto en 330 a. C.), fue un militar macedonio. Era hijo de Parmenión, otro de los principales militares del ejército de Alejandro Magno.
Comandante de la caballería, Filotas fue uno de los más cercanos colaboradores de Alejandro. Durante la expedición de Asia llevó el título de hiparco, dirigiendo la caballería pesada macedónica de los Compañeros (hetairoi) (entre 1500 y 1800 jinetes), con gran éxito durante la batalla de Gaugamela (331 a. C.).
Sin embargo, al igual que su padre, no estuvo conforme con la continuación de la campaña hacia las zonas más lejanas del Imperio aqueménida, como Aria y Drangiana (actuales fronteras de Irán y Afganistán). 
Encontrándose en diciembre del año 330 a. C,. en Frada, Drangiana. fue acusado de participar en un complot para asesinar a Alejandro Magno, si bien no está clara su participación y se piensa en una purga. Tras una reunión de Alejandro con sus colaboradores más cercanos, fue arrestado y torturado antes de ser llevado ante la asamblea del ejército macedonio para ser enjuiciado, siendo finalmente ajusticiado. 
En paralelo se envió una expedición a Ecbatana, con Polidamante al frente y con el encargo de acusar a Parmenión, su padre, de participar en el complot, hecho por el que fue asesinado con la complicidad de los tres sátrapas allí presentes, Cleandro, Sitalces y Ménidas, a quienes Alejandro Magno cursó instrucciones. 